# L'illusionniste mondain
L'illusionniste mondain è un cortometraggio del 1901 diretto da Ferdinand Zecca.

## Trama
Sul palco di un teatro, un mago fa apparire e scomparire un gruppo di persone, creando così un effetto fantastico.